# 2019年1月6日の日食
本項では、2019年1月6日の日食について述べる。

## 概要

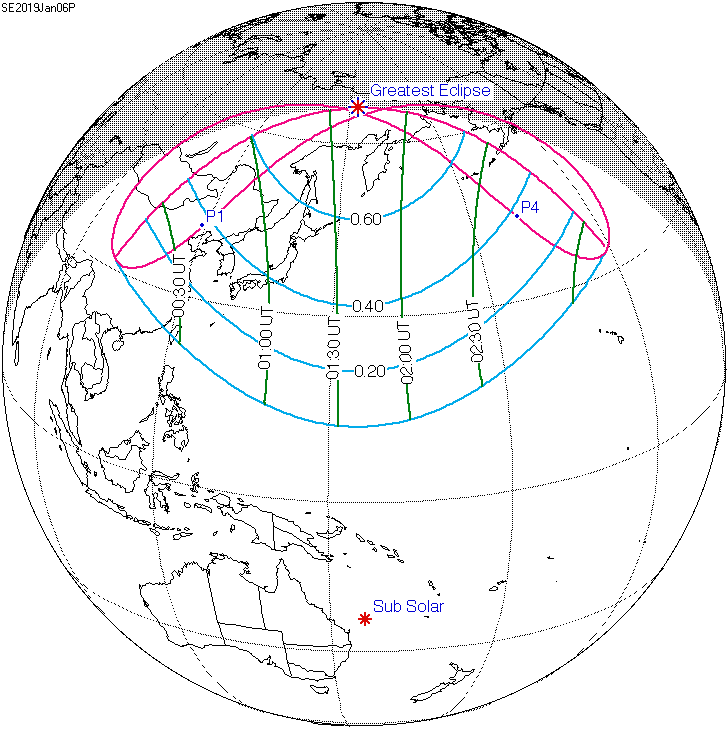
日食が観測された地域

この日食は地球から見て太陽の一部が月に隠れる部分日食であり、日本を含む東アジアやシベリア東部、北太平洋で観測された。協定世界時（UTC）1月5日23時34分頃に東アジアで発生し、その後4時間かけて1月6日3時49分頃にハワイ諸島の北方の太平洋上で終了した。最大食分は0.7145で、サロス周期は122番。
日本国内で日食が観測されるのは2016年3月9日に発生した日食以来、2年10ヶ月ぶりである。北海道地方では約3時間に渡って観測された。日本国内では北東部になるほど食分が大きくなり、北海道稚内市では最大食分は0.570に達したが、一方で沖縄県石垣島では最大食分は0.065に留まった。

## 画像

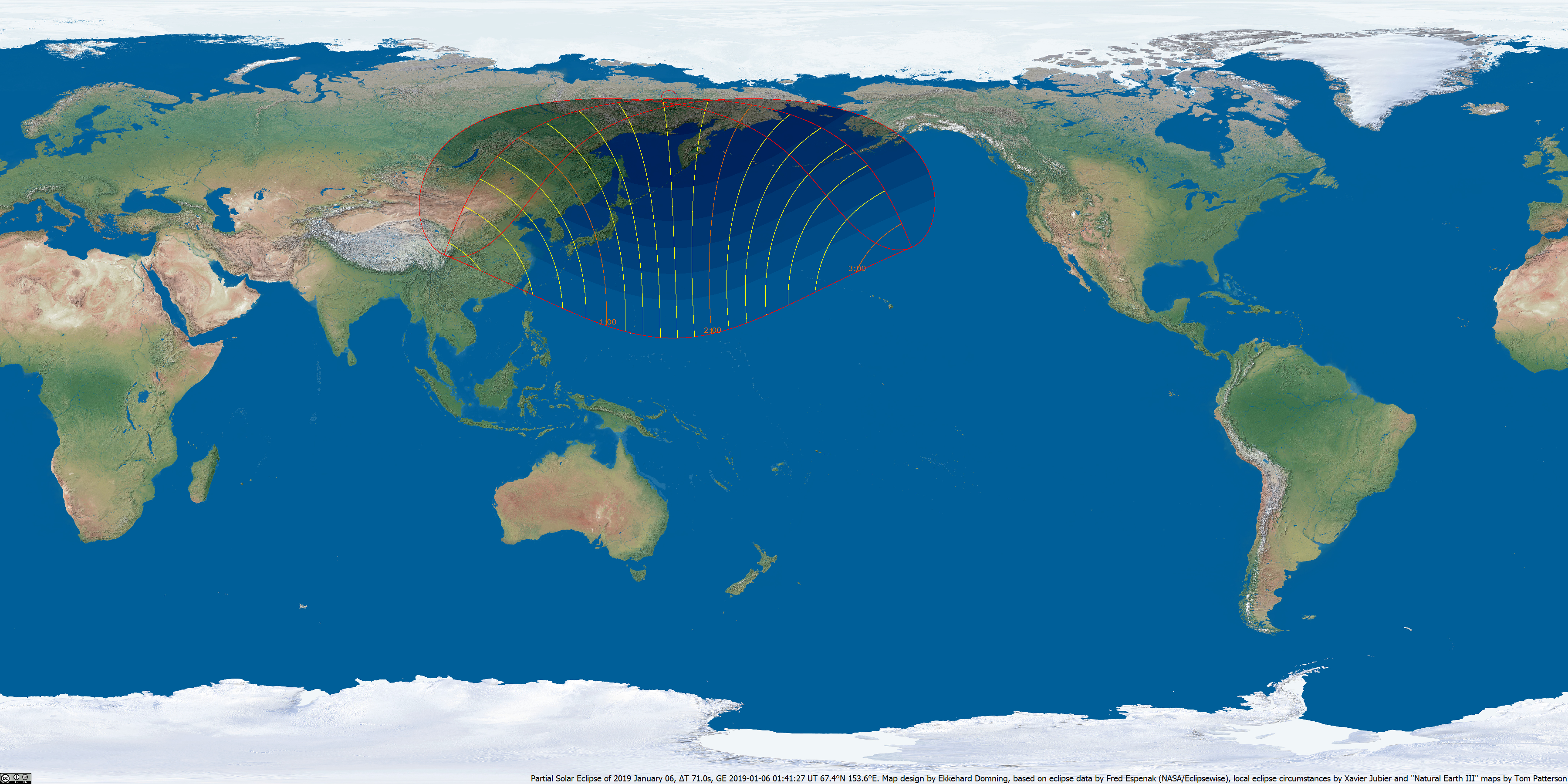
日食が観測された地域。色が濃いほど最大食分が大きい。
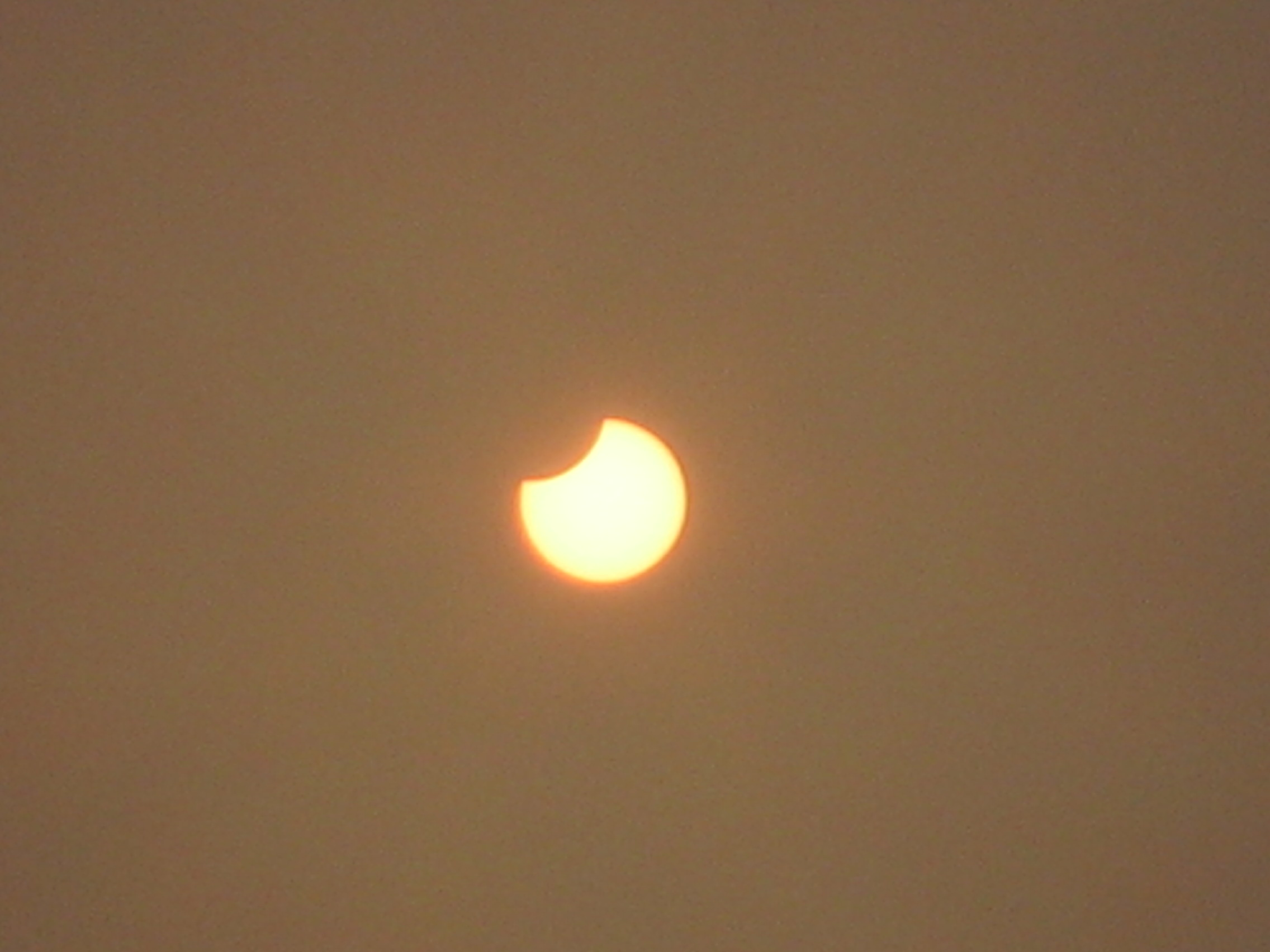
中国の済南市で撮影された部分日食
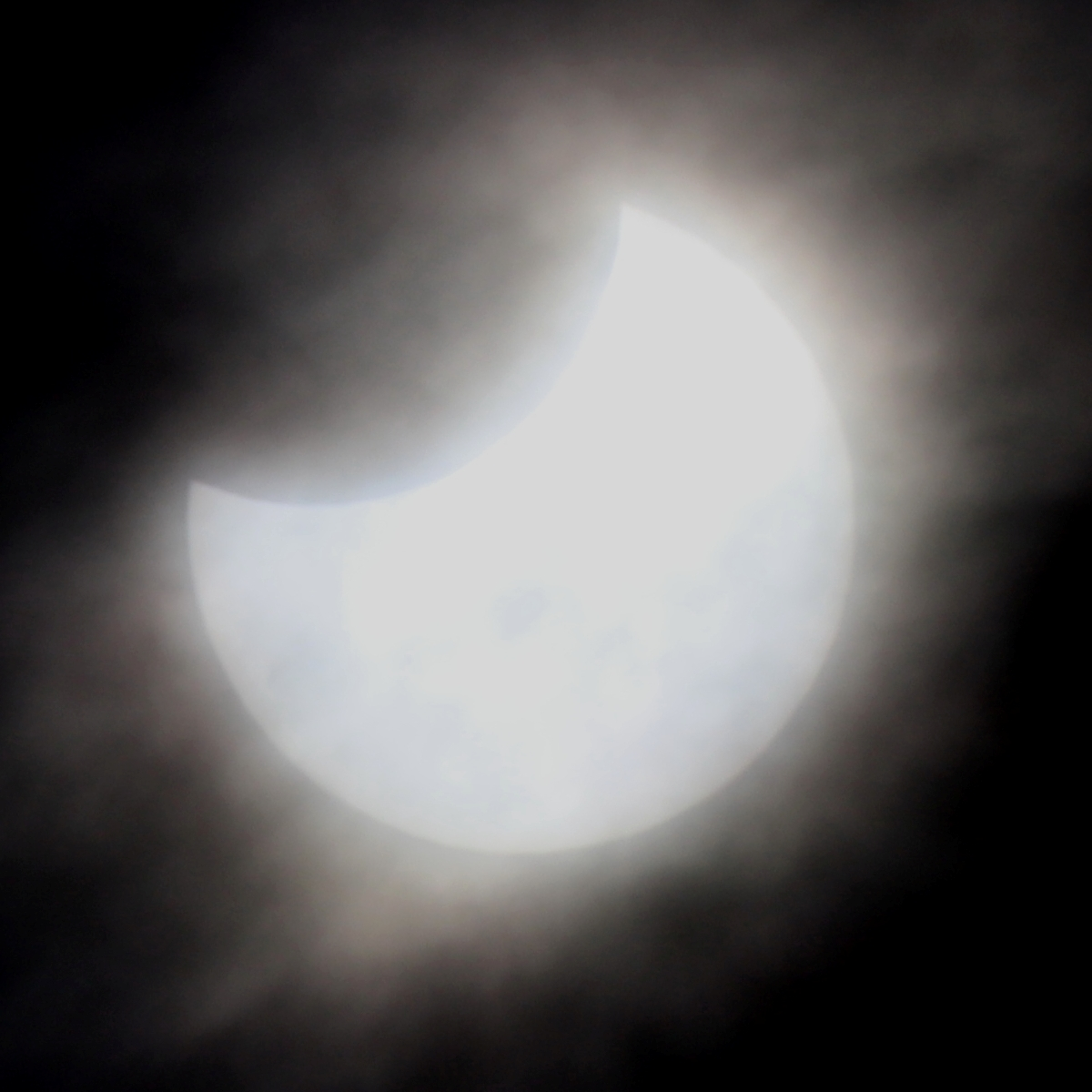
愛知県で撮影された部分日食